# Oberland am Rennsteig
Oberland am Rennsteig este o comună din landul Turingia, Germania.
1. ↑  GeoNames